# Kanstanzin Kalzou
Kanstanzin Jauhenjewitsch Kalzou (belarussisch Канстанцін Яўгеньевіч Кальцоў, russisch Константин Евгеньевич Кольцов Konstantin Jewgenjewitsch Kolzow; * 17. April 1981 in Minsk, Weißrussische SSR, Sowjetunion; † 18. März 2024 in Bal Harbour, Florida, Vereinigte Staaten) war ein belarussischer Eishockeyspieler. Im Laufe seiner Karriere war er unter anderem beim HK Dinamo Minsk, Salawat Julajew Ufa und Atlant Mytischtschi in der Kontinentalen Hockey-Liga sowie für die Pittsburgh Penguins in der National Hockey League aktiv. Für Belarus nahm Kalzou zudem an einer Vielzahl von Weltmeisterschaften und den Olympischen Winterspielen 2002 in Salt Lake City teil. Seit seinem Karriereende arbeitete Kalzou als Eishockeytrainer und war seit 2022 Trainerassistent bei Salawat Julajew Ufa.

## Karriere
Kanstanzin Kalzou begann seine Karriere als Eishockeyspieler beim HK Junost Minsk, für den er in der Saison 1998/99 sein Debüt in der East European Hockey League, sowie der belarussischen Extraliga gab, ehe er die Spielzeit bei Sewerstal Tscherepowez in der russischen Superliga beendete. Daraufhin wurde er im NHL Entry Draft 1999 in der ersten Runde als insgesamt 18. Spieler von den Pittsburgh Penguins ausgewählt. Zunächst stand der Angreifer jedoch in den folgenden drei Jahren für jeweils eine Spielzeit in Russland bei Metallurg Nowokusnezk, Ak Bars Kasan und dem HK Spartak Moskau unter Vertrag. Zwischenzeitlich war er 2000 von den Oshawa Generals beim CHL Import Draft in der zweiten Runde an insgesamt 62. Position gezogen worden. Nachdem der Linksschütze in der Saison 2002/03 nur in zwei Spiele für Pittsburgh in der National Hockey League gespielt hatte, absolvierte er im folgenden Jahr alle 82 Spiele der regulären Saison für die Penguins, in denen er insgesamt 29 Scorerpunkte erzielte. In beiden Spielzeiten spielte er zudem für Pittsburghs Farmteam, die Wilkes-Barre/Scranton Penguins in der American Hockey League.
Den Lockout in der NHL-Saison 2004/05 überbrückte Kalzou in seiner belarussischen Heimat beim HK Dinamo Minsk sowie bei seinem russischen Ex-Klub HK Spartak Moskau. Nach Wiederaufnahme des Spielbetriebs in der NHL kehrte der Flügelspieler für ein Jahr zu den Pittsburgh Penguins zurück, ehe er im Sommer 2006 einen Vertrag bei Salawat Julajew Ufa unterschrieb, mit dem er 2008 erstmals in seiner Laufbahn Russischer Meister wurde. In der Saison 2010/11 gewann er mit Ufa den Gagarin Cup.
Im Sommer 2012 wechselte er nach sechs Jahren in Ufa zu Atlant Mytischtschi, wo er Assistenzkapitän war. Aufgrund finanzieller Probleme des Klubs wurde Kalzou im Dezember 2014 gegen Zahlung einer Entschädigung an Ak Bars Kasan abgegeben, wo Kalzou bis Saisonende noch 39 Partien absolvierte. Anschließend wechselte er im Mai 2015 zum HK Sotschi, den er jedoch schon vor Beginn der neuen Saison wieder verließ, um kurz danach einen neuen Vertrag beim HK Dinamo Minsk zu unterschreiben.
Im November 2016 beendete Kalzou seine Karriere nach 18 Jahren im professionellen Eishockey.
Zwischen Juli 2017 und November 2018 war er Assistenztrainer des HK Dinamo Minsk. In der Saison 2020/21 war er Cheftrainer des Farmteams von Dinamo. 2021/22 betreute er die Spieler des HK Spartak Moskau als Assistenztrainer. Seit 2022 war er Trainerassistent bei Salawat Julajew Ufa.
Kalzou starb am 18. März 2024 in Bal Harbour durch Suizid.

### International
Für Belarus nahm Kalzou an der U18-Junioren-B-Weltmeisterschaft 1999 sowie den U20-Junioren-Weltmeisterschaften 1999 und 2001 und der U20-Junioren-B-Weltmeisterschaft 2000 teil. Des Weiteren stand er im Aufgebot Belarus’ bei den Weltmeisterschaften 2001, 2005, 2007, 2008 und 2009, sowie bei der B-Weltmeisterschaft 2002 und den Olympischen Winterspielen 2002 in Salt Lake City.

## Erfolge und Auszeichnungen
- 1999 Aufstieg in die A-Gruppe bei der U18-Junioren-B-Weltmeisterschaft
- 2000 Aufstieg in die A-Gruppe bei der U20-Junioren-B-Weltmeisterschaft
- 2002 Aufstieg in die A-Gruppe bei der B-Weltmeisterschaft
- 2008 Russischer Meister mit Salawat Julajew Ufa
- 2011 Gagarin-Pokal-Gewinn mit Salawat Julajew Ufa

## Statistik
(Stand: Ende der Saison 2015/16)